# Verbraucherdatenschutz
Verbraucherdatenschutz ist ein gemeinsamer Teilbereich von Datenschutz und Verbraucherschutz, der den Schutz personenbezogener Daten von Verbrauchern zum Ziel hat.
Unternehmen benötigen Daten von potenziellen Kunden (Verbrauchern), um diese bewerben zu können und an sich zu binden. Je mehr Daten über eine Person vorliegen (z. B. Alter, Hobbys, Beruf), desto zielgerichteter kann ein Werbeangebot ausgerichtet werden. Zu diesem Zweck kaufen Unternehmen teilweise von anderen Unternehmen, die darauf spezialisiert sind, solche Daten zu sammeln, Datensätze an. Mit der Eröffnung der Möglichkeit zur Inverssuche durch die Novellierung des Telekommunikationsgesetzes ist es für solche Unternehmen noch einfacher geworden, an Daten zu kommen.
Auch die Erstellung von Kundenprofilen dient der Ermöglichung zielgerichteter Werbung. Daneben können Unternehmen durch Kundenprofile einerseits Unternehmensabläufe optimieren und andererseits Kundenbindung betreiben (Payback, HappyDigits u. ä.).
Maßnahmen dagegen können beispielsweise ein Widerspruch gegen die Bereitstellung einer Invers-Auskunft, eine Eintragung in der Robinsonliste, ein Widerspruch gegen die Nutzung und Übermittlung persönlicher Daten zu Zwecken der Werbung und Marktforschung bei dem Unternehmen oder ein Antrag auf Löschung personenbezogener Daten sein.
Siehe auch: Gefahren bei HTTP-Cookies, Selbstdatenschutz